# Сергеев, Денис Валерьевич
Дени́с Вале́рьевич Серге́ев(род. 24 августа 1983, Москва) — российский хоккеист, нападающий. Тренер.

## Биография
Родился 24 августа 1983 года в Москве. Воспитанник хоккейной школы «Динамо» (Москва). Начал карьеру в 2001 году в составе клуба Западной хоккейной лиги «Калгари Хитмен», выступая до этого за фарм-клуб родного «Динамо» «Динамо-2». В следующем году выступал сразу за три команды лиги, а всего за два года, проведённых в Северной Америке, набрал 24 (10+14) очка в 128 матчах.
Перед началом сезона 2003/04 Сергеев подписал контракт с кирово-чепецкой «Олимпией», в составе которой в 35 матчах набрал лишь 4 (3+1) очка. Следующий сезон начал в составе чеховского «Витязя», с которым завоевал право выступать в Суперлиге. В Чехове выступал до 2011 года, набрав за это время 74 (38+36) очка в 315 проведённых матчах. В 2008 году являлся капитаном команды Также играл за дубль «Русские Витязи» в первой лиге.
Сезон 2011/12 Сергеев также начинал в «Витязе», однако после двух матчей 12 октября руководством клуба был помещён на драфт отказов, а спустя сутки подписал контракт с нижнекамским «Нефтехимиком». За оставшуюся часть сезона набрал 6 (4+2) очков в 20 матчах. 26 апреля 2012 года главный тренер «Нефтехимика» Владимир Голубович сообщил о том, что Сергеев покидает команду.
В сезоне 2012/2013 вновь играл в «Витязе». В следующем сезоне представлял клубы ВХЛ — пензенский «Дизель» и курганское «Зауралье», а позже был в составе тюменского «Рубина» на турнире памяти В. С. Тарасова.
С 2016 года главный тренер команды «Звезда ВДВ» (юноши 2007 г.р.), город Москва. В 2018—2019 годах был тренером команд «Созвездие 09» и «Созвездие 04» (Москва).
С 2019 года — тренер в хоккейной академии «Динамо» им. А. И. Чернышева.

## Статистика выступлений
Последнее обновление: 2014 год
|             |                       |             | Регулярный сезон | Регулярный сезон | Регулярный сезон | Регулярный сезон | Регулярный сезон | Регулярный сезон | Плей-офф | Плей-офф | Плей-офф | Плей-офф | Плей-офф | Плей-офф |
| Сезон       | Команда               | Лига        | Игр              | Г                | П                | Очк              | +/-              | Штр              | Игр      | Г        | П        | Очк      | +/-      | Штр      |
| ----------- | --------------------- | ----------- | ---------------- | ---------------- | ---------------- | ---------------- | ---------------- | ---------------- | -------- | -------- | -------- | -------- | -------- | -------- |
| 1999/00     | Динамо-2 Мск          | Первая лига | 14               | 1                | 1                | 2                | --               | 12               | —        | —        | —        | —        | —        | —        |
| 2001/02     | Калгари Хитмен        | WHL         | 51               | 3                | 1                | 4                | -16              | 83               | —        | —        | —        | —        | —        | —        |
| 2002/03     | Свифт-Каррент Бронкос | WHL         | 72               | 7                | 13               | 20               | +1               | 88               | —        | —        | —        | —        | —        | —        |
| 2002/03     | Ред Дир Ребелз        | WHL         | 1                | 0                | 0                | 0                | --               | 0                | —        | —        | —        | —        | —        | —        |
| 2002/03     | Сиэтл Тандербёрдз     | WHL         | 4                | 0                | 0                | 0                | -1               | 2                | —        | —        | —        | —        | —        | —        |
| 2003/04     | Олимпия               | Высшая лига | 35               | 3                | 1                | 4                | -3               | 51               | —        | —        | —        | —        | —        | —        |
| 2004/05     | Витязь                | Высшая лига | 34               | 5                | 2                | 7                | +4               | 69               | 9        | 2        | 3        | 5        | +7       | 6        |
| 2005/06     | Витязь-2              | Первая лига | 13               | 9                | 8                | 17               | --               | 6                | —        | —        | —        | —        | —        | —        |
| 2005/06     | Витязь                | Суперлига   | 39               | 0                | 0                | 0                | -4               | 99               | —        | —        | —        | —        | —        | —        |
| 2006/07     | Витязь                | Суперлига   | 35               | 5                | 7                | 12               | +4               | 67               | 3        | 0        | 1        | 1        | +1       | 4        |
| 2007/08     | Витязь                | Суперлига   | 51               | 9                | 6                | 15               | -11              | 60               | —        | —        | —        | —        | —        | —        |
| 2008/09     | Витязь                | КХЛ         | 49               | 3                | 7                | 10               | -16              | 68               | —        | —        | —        | —        | —        | —        |
| 2009/10     | Витязь                | КХЛ         | 55               | 10               | 7                | 17               | -21              | 91               | —        | —        | —        | —        | —        | —        |
| 2010/11     | Витязь                | КХЛ         | 38               | 4                | 3                | 7                | -7               | 30               | —        | —        | —        | —        | —        | —        |
| 2011/12     | Витязь                | КХЛ         | 2                | 0                | 0                | 0                | -2               | 2                | —        | —        | —        | —        | —        | —        |
| 2011/12     | Нефтехимик            | КХЛ         | 20               | 4                | 2                | 6                | +2               | 20               | —        | —        | —        | —        | —        | —        |
| 2012/13     | Витязь                | КХЛ         | 44               | 2                | 4                | 6                | -6               | 42               | —        | —        | —        | —        | —        | —        |
| 2013/14     | Дизель                | ВХЛ         | 5                | 0                | 0                | 0                | -8               | 0                | —        | —        | —        | —        | —        | —        |
| 2013/14     | Зауралье              | ВХЛ         | 19               | 3                | 2                | 5                | -1               | 30               | —        | —        | —        | —        | —        | —        |
| Всего в КХЛ | Всего в КХЛ           | Всего в КХЛ | 208              | 23               | 23               | 46               | -50              | 253              | —        | —        | —        | —        | —        | —        |
| Всего в ВХЛ | Всего в ВХЛ           | Всего в ВХЛ | 24               | 3                | 2                | 5                | -9               | 30               | —        | —        | —        | —        | —        | —        |